# Mühlenkanal
El Mühlenkanal o canal dels molins és un canal hidràulic no navegable a Einbeck a l'estat de Baixa Saxònia a Alemanya. Bifurca del riu Ilme en sortir del nucli d'Hullersen a una altitud de 119 metres damunt el nivell mitjà del mar i desemboca 4,5 km més avall a l'est d'Einbeck a una altitud de 105 metres.
El canal va excavar-se al segle XV per a conduir l'aigua de l'Ilme cap a Einbeck i accionar-hi tres molins. L'aqüeducte damunt el riu Krummes Wasser a prop de la torre Diekturm, un baluard construït per a defensar el canal vital per a l'economia de la ciutat es considera com un dels emblemes de la ciutat. Els dos altres són les tres torres de la casa de la vila i Till Eulenspiegel.

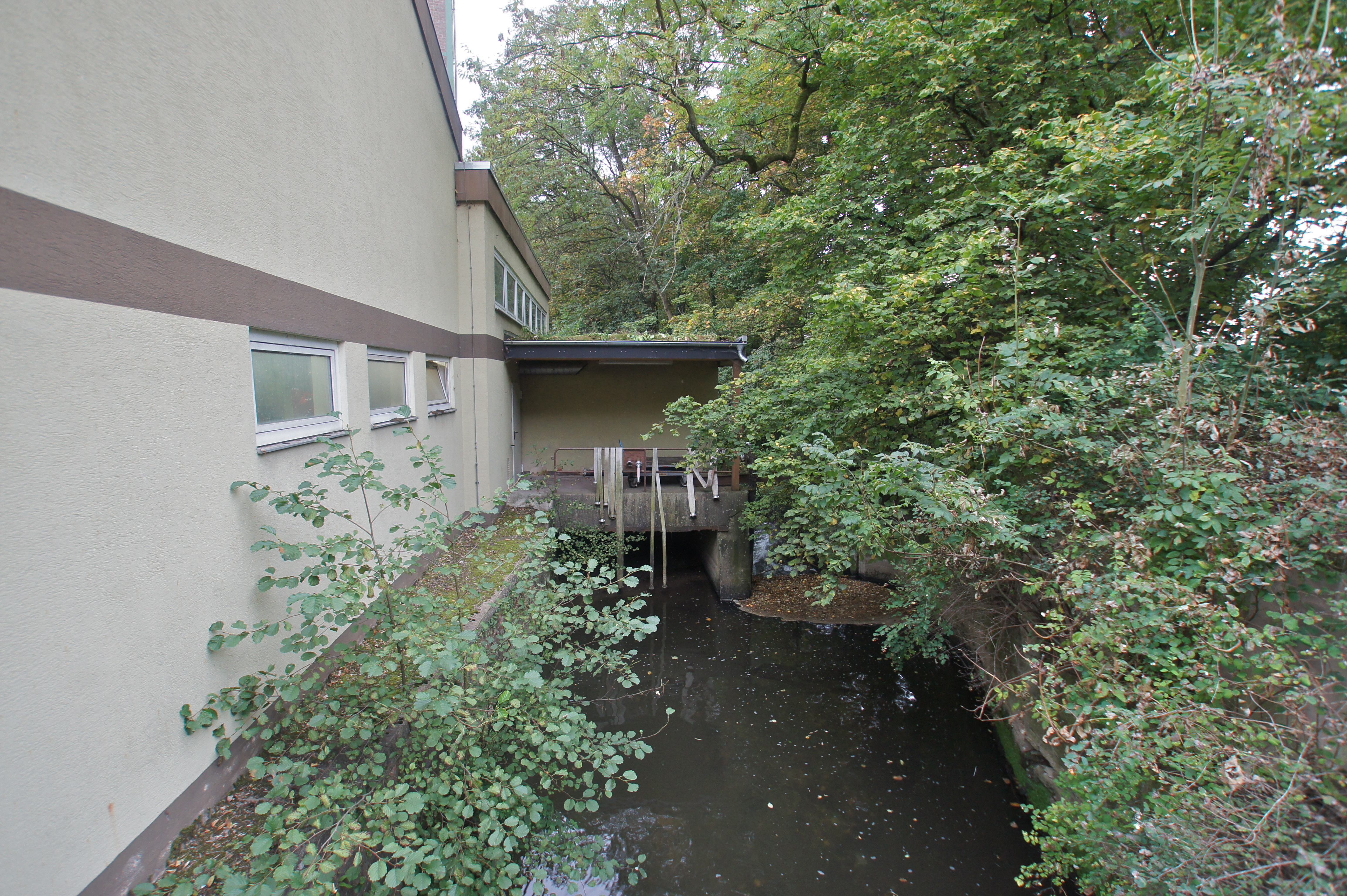
El canal al llarg de la casa dels bombers
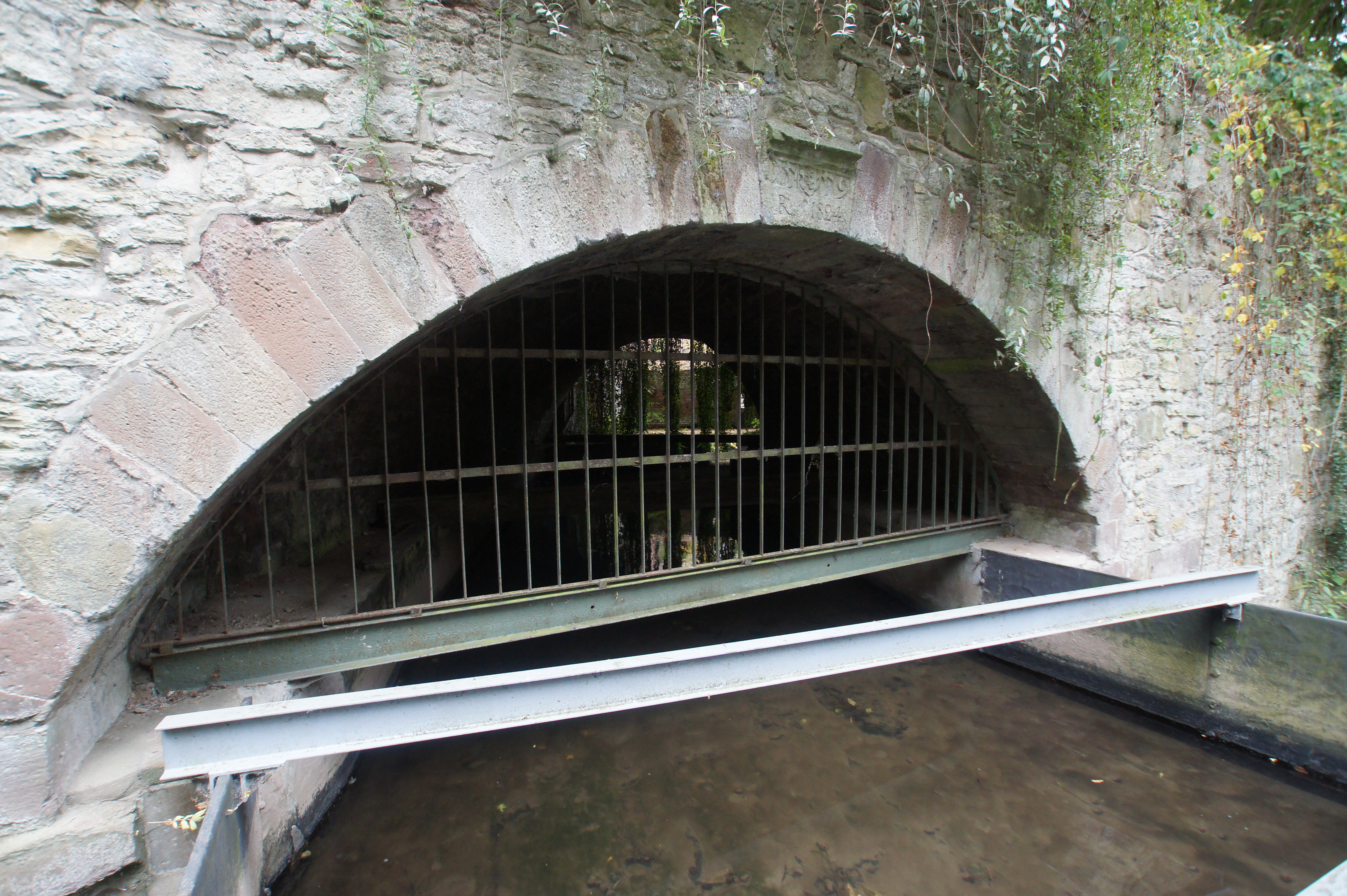
El pas sota el carrer Reinser Turmweg
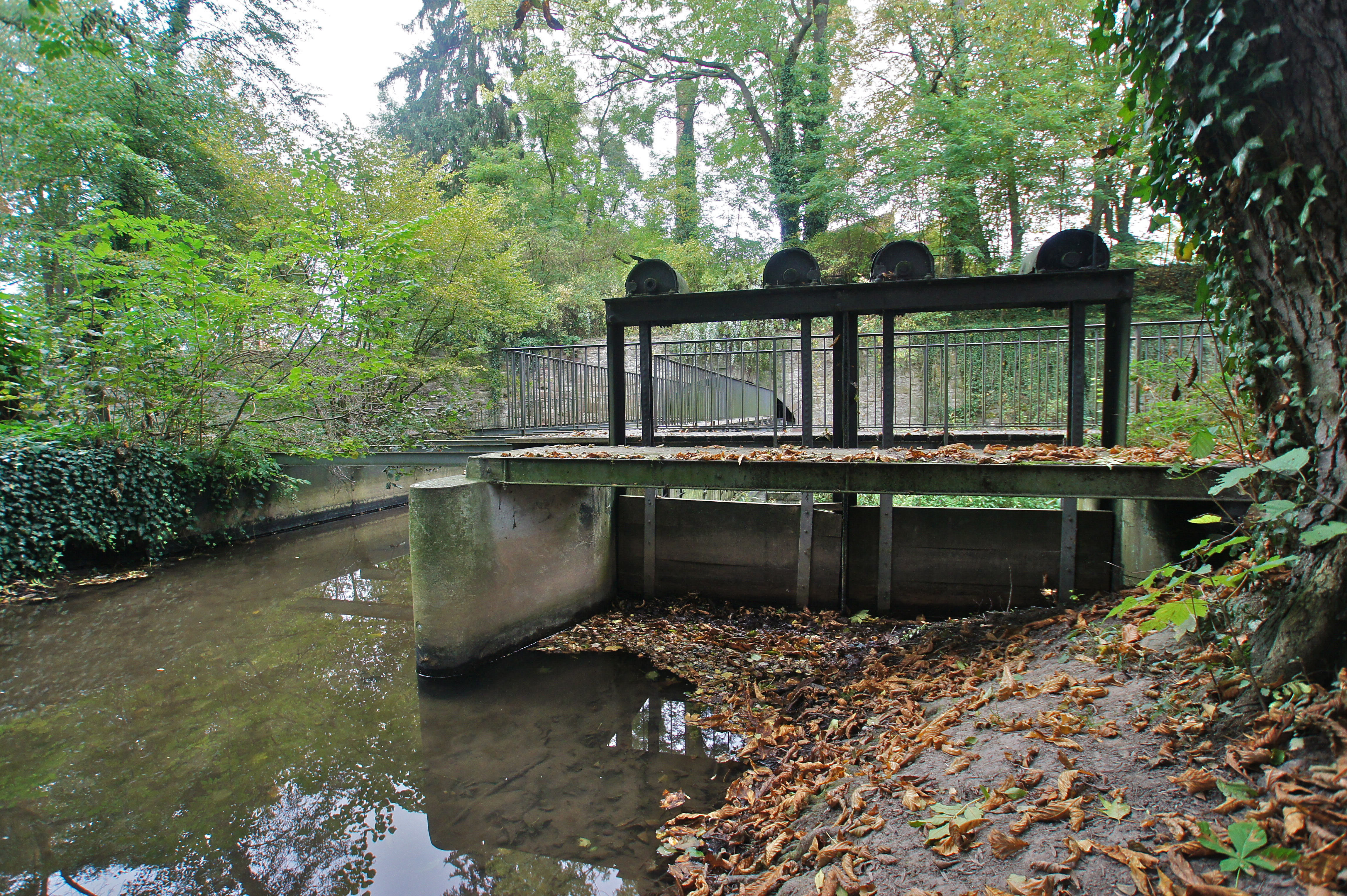
Resclosa de desguàs
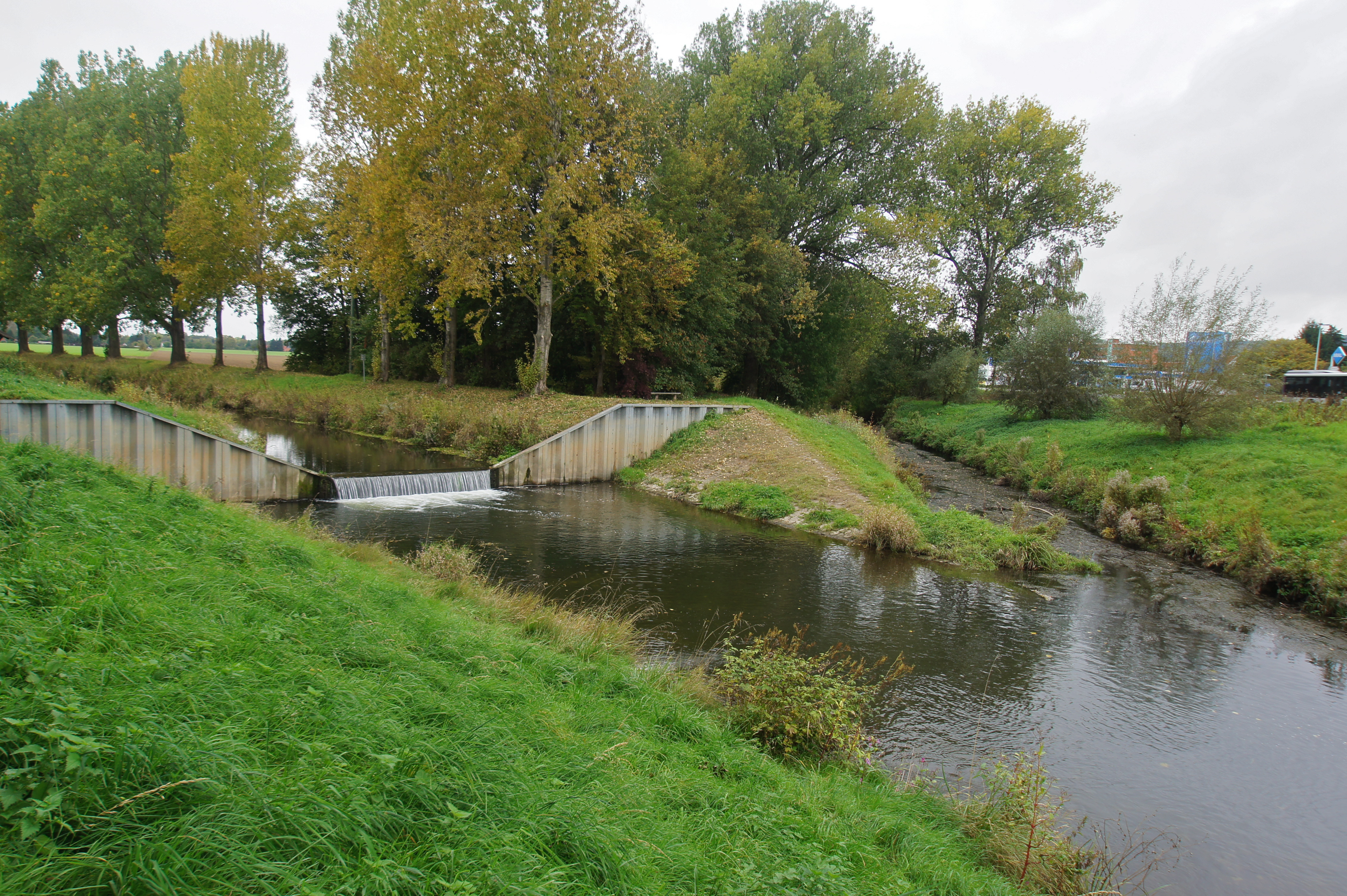
La confluència avall amb l'Ilme
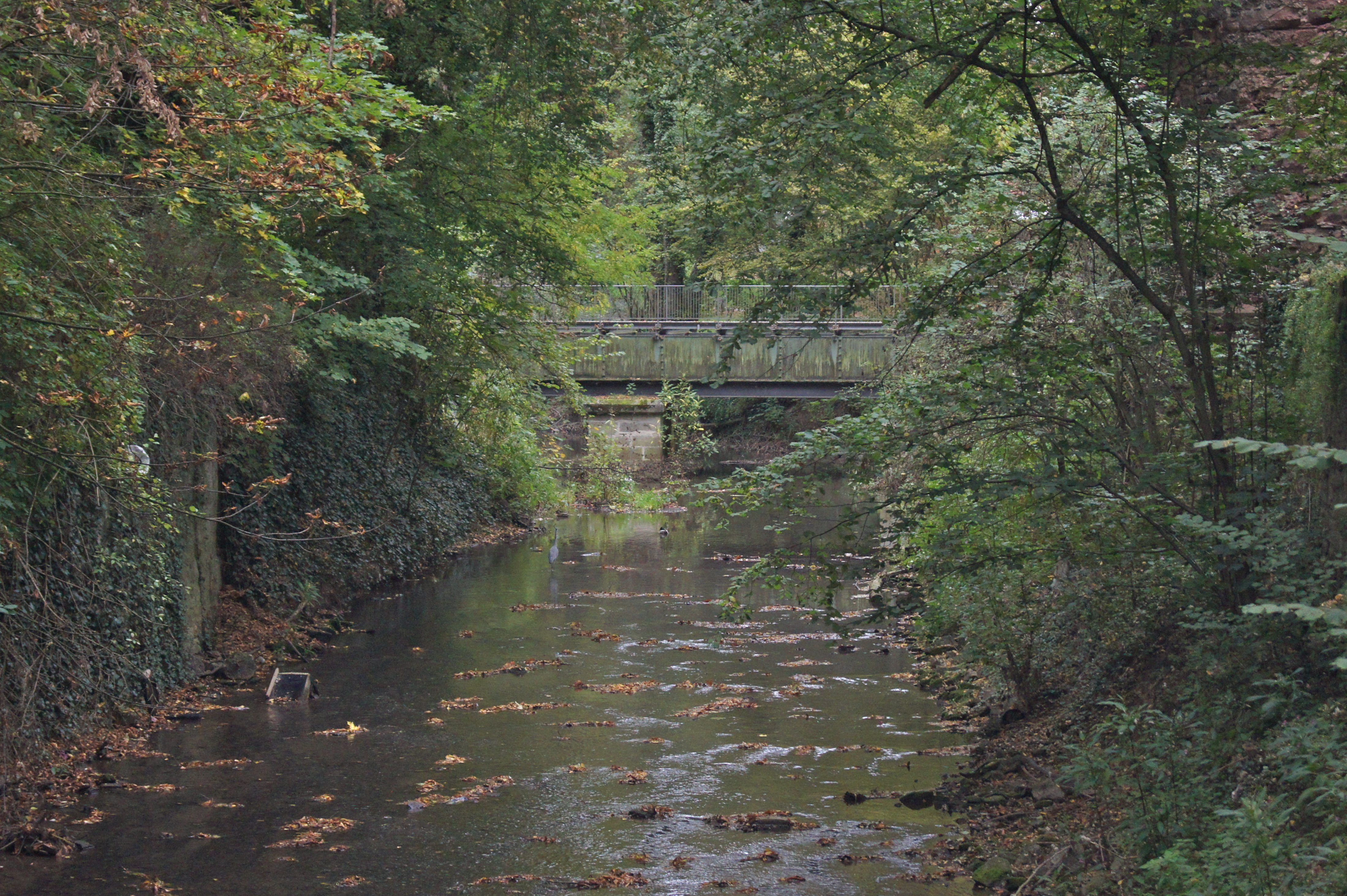
L'aqüeducte damunt del Krummes Wasser